# Addirim
Addirim (hebr. אדירים; ang. Addirim) – moszaw położony w Samorządzie Regionu Ha-Gilboa, w Dystrykcie Północnym, w Izraelu.

## Położenie
Moszaw Addirim jest położony na wysokości 70 metrów n.p.m. w południowej części intensywnie użytkowanej rolniczo Doliny Jezreel, na północy Izraela. Okoliczny teren jest płaski, opada jednak delikatnie w kierunku północnym. Po stronie wschodniej przepływa strumień Kiszon, a po stronie zachodniej strumień Ta’anach. W odległości 5 km na wschód od moszawu wznoszą się zbocza Wzgórz Gilboa, a w odległości 4 km na południowym zachodzie wznoszą się wzgórza płaskowyżu Wyżyny Manassesa w rejonie Wadi Ara. W otoczeniu moszawu Addirim znajduje się miasto Afula, moszawy Awital, Metaw, Magen Sza’ul, Ram-On, Barak i Dewora, wieś komunalna Merkaz Chewer oraz arabska wieś Mukajbila. W odległości 2,5 km na południowy zachód przebiega mur bezpieczeństwa oddzielający terytorium Izraela od Autonomii Palestyńskiej.
Addirim jest położony w Samorządzie Regionu Ha-Gilboa, w Poddystrykcie Jezreel, w Dystrykcie Północnym Izraela.

## Historia
W latach 50. XX wieku miała miejsce masowa emigracja ludności żydowskiej do Ziemi Izraela. Nagłe pojawienie się dużej liczby nowych imigrantów, zmusiło władze izraelskie do poszukiwania sposobu ich absorpcji. W ten sposób zrodziła się koncepcja utworzenia nowego obszaru osadnictwa w południowej części Doliny Jezreel. Cały projekt otrzymał wspólną nazwę Ta’anach, która to nazwa odnosiła się do całego regionu. Powstały tu trzy identyczne bloki osiedli, z których każdy posiadał centralną wioskę pełniącą wszystkie podstawowe funkcje dla sąsiednich osad rolniczych. W ten sposób w 1953 roku utworzono pierwszy blok nazwany Ta’anach Alef (moszawy Awital, Perazon i Metaw, oraz wioska centralna Merkaz Ja’el).
Na początku 1956 roku przystąpiono do tworzenia drugiego bloku osiedli Ta’anach Bet. W takich okolicznościach w dniu 20 lutego 1956 roku został założony moszaw Addirim. Zamieszkali w nim żydowscy imigranci z Maroka. Początkowo mieszkali oni w obozie przejściowym ma’abarot przy mieście Bet Sze’an, a następnie przyjechali do Doliny Jezreel. Byli to w większości religijni Żydzi, którzy od samego początku nadali charakter osadzie (z czasem uległo to zmianie). Nazwę moszawu zaczerpnięto z wersetu biblijnego. W jego sąsiedztwie, w sierpniu utworzono moszawy Barak i Dewora. Natomiast centralna wioska Merkaz Chewer powstała dopiero w 1958 roku. Od jej nazwy czasami cały blok jest nazywany Chewer. Bliskość granicy jordańskiej powodowała, że moszaw cierpiał z powodu infiltracji szpiegów. Mieszkańcy początkowo koncentrowali się na uprawie warzyw, a następnie przestawili się na hodowlę bydła mlecznego i produkcję mleka. W styczniu 1959 roku moszaw podłączono do krajowej sieci energetycznej. Wojna sześciodniowa w 1967 roku przyniosła zajęcie całej Samarii przez Izrael. W wyniku tego nastąpiło uspokojenie sytuacji w rejonie Doliny Jezreel, co umożliwiło dalszy rozwój moszawu Addirim. W 2003 roku w pobliżu wybudowano mur bezpieczeństwa.

## Demografia
Większość mieszkańców moszawu jest Żydami, jednak nie wszyscy identyfikują się z judaizmem. Tutejsza populacja jest świecka:

## Gospodarka i infrastruktura
Gospodarka moszawu opiera się na intensywnym rolnictwie, sadownictwie, hodowli drobiu i bydła mlecznego. Część mieszkańców pracuje w pobliskich strefach przemysłowych. W moszawie jest sklep wielobranżowy i warsztat mechaniczny.

## Transport
Z moszawu wyjeżdża się na zachód drogą nr 6724 prowadzącą do wioski Merkaz Chewer i dalej do drogi nr 675. W odległości 5 km na północny zachód od maszawu znajduje się port lotniczy Megiddo.

## Edukacja i kultura
Moszaw utrzymuje przedszkole. Starsze dzieci są dowożone do szkoły podstawowej do sąsiedniej wioski Merkaz Chewer. W moszawie jest ośrodek kultury z biblioteką, oraz sala sportowa z siłownią. Jest tu także mykwa i synagoga.